# Průt
Průt war ein Längenmaß in Böhmen, Mähren, in der Prager Region und Schlesien. Das Maß entsprach der Rute.
- 1 Průt = 2 Látra/Lachter = 8 Lokty/Elle = 4,731 Meter